# ロ朝戦略的パートナーシップ条約
- 包括的戦略パートナーシップ条約
- 露朝戦略条約
- 朝露新条約
- 露朝条約

ロ朝戦略的パートナーシップ条約（ロちょうせんりゃくてきパートナーシップじょうやく）は、2024年6月19日にロシア連邦と朝鮮民主主義人民共和国（北朝鮮）との間で締結された条約。
ロシア語による正式名称は Договор о всеобъемлющем стратегическом партнерстве между Корейской Народно-Демократической Республикой и Российской Федерацией。訳すと「朝鮮民主主義人民共和国とロシア連邦との包括的戦略的パートナーシップに関する条約」となる。
同条約の第4条は「一方が武力侵攻を受け戦争状態に置かれた場合、遅滞なく保有する全ての手段で軍事および他の援助を提供する」と定めており、事実上の「軍事同盟」と指摘されている。

## 経緯
2022年より始まったロシアのウクライナ侵攻、ならびに北朝鮮核問題に端を発したこの両者の間には、2000年にロ朝友好善隣協力条約が結ばれていたが、今回のものはそれをより強固なものとしたものである。2024年6月19日のロシア連邦大統領・ウラジーミル・プーチンの北朝鮮訪問の際に両国は新たなフェーズの関係を築くべく、プーチンと北朝鮮の朝鮮労働党総書記・金正恩がこの条約に署名した。
この条約の注目点は「一方が武力侵略に直面した場合、あらゆる軍事的支援を遅延なく提供する」と定めている点である。これは1961年の「ソ朝友好協力相互援助条約」に定められていたが、2000年のロ朝友好善隣協力条約ではこの条項は削除されていた。今回はそれを復活させたものであり、北朝鮮は同様の条約（中朝友好協力相互援助条約）を中華人民共和国とも結んでいる。
2024年6月20日、北朝鮮はその条約の全文を公開した。

### 批准
10月14日、プーチンは北朝鮮との条約を批准する法案をロシア下院に提出した。そして2024年11月9日、プーチンが北朝鮮・ロシア包括的戦略的パートナーシップ条約の批准法に署名した。
また、北朝鮮側では11月11日に金正恩が国務委員長の名義で本条約を批准する国務委員長政令に署名した。

### 発効
2024年12月4日、モスクワで両国の外務次官が批准書を交換し、本条約は有効となった。また本条約発効を以てロ朝友好善隣協力条約は失効した。

## 条文
この条約は前文と23の条文からなる。期間は無期限とされ、双方が解除について合意しない限り、無期限にその効力を有する。正文はロシア語と朝鮮語。

### 条文の参考訳
4条
10条の最後の段落